# رودرلاند
رودرلاند (به آلمانی: Röderland) یک شهر در آلمان است که در البه-الشتر واقع شده‌است. رودرلاند ۴٬۶۳۳ نفر جمعیت دارد.